# Ivan Isaevič Bolotnikov
Ivan Isaevič Bolotnikov in russo Иван Исаевич Болотников? (... – Mosca, 1608) è stato un rivoluzionario russo,   capo della rivolta di Bolotnikov, episodio del Periodo dei torbidi.
Bolotnikov nacque servo della gleba ma fuggì presso i Cosacchi del Don. Fu catturato poco più tardi dai Tatari della Crimea e venduto come schiavo ai turchi, che ne fecero un prigioniero; riuscì però ad evadere e raggiungere Venezia, da cui tornò in Russia passando per la Germania e la Polonia. Giunse nella città di Putyvl' (nell'odierna Ucraina) mentre scoppiava una rivolta popolare. Bolotnikov prende la testa della sollevazione che si dà come obiettivo abbattere lo zar Vassili Chouiski. I suoi ranghi si accrescono rapidamente: erano composti da servi, paesani liberi, cosacchi e altre categorie di popolazione compresi molti boiardi e kniaz'. Nei suoi proclami, non chiama solo alla lotta per rovesciare lo zar, ma reclama anche ugualmente l'abolizione della servitù.
Al culmine della sollevazione, controllava più di 70 città nel sudest e nel sud della Russia e il bacino medio e inferiore del Volga. In ottobre-novembre 1606 assediò Mosca, ma venne sconfitto e si dovette ritirare a Kaluga. I suoi proclami rivoluzionari contro i boiardi avevano finito per alienargli le simpatie della piccola nobiltà che l'aveva un tempo sostenuto. Nel 1607, fu sconfitto e catturato presso Tula; imprigionato a Kargopol, Bolotnikov fu accecato e annegato nel 1608.